# Мазур Григорій Васильович
Григорій Мазур (псевдо: «Калинович») (15 січня 1912, с. Карів, Рава-Руського повіту Австро-Угорщини (тепер Сокальський район Львівської області) — 28 квітня 1949, м.Варшава — військовий і політичний діяч, хорунжий УПА, командир сотні «Месники-1» куреня «Месники» ТВ-27 «Бастіон» Військової округи-6 «Сян» групи УПА-Захід.

## Біографія
Мазур Григорій Васильович народився 15 січня 1912 в селі Карів, Рава-Руського повіту Австро-Угорщини (тепер Сокальський район Львівської області України). Батько Василь Мазур, мати Пелагія.
В 1936 році вступив в Організацію Українських Націоналістів.

## Боротьба в лавах УПА
В квітні 1944 року вступив в лави УПА.
Призначений командиром 4-ї повстанської (кавалерійської) чоти сотні «Залізняка» під командуванням Івана Шпонтака.
Після реорганізації сотні й утворення куреня «Месники» призначений в сотню «Месники-3» командиром 3-ї чоти.
В березні 1946 року призначений командиром сотні «Месники-1», котра діяла на теренах Ярославського повіту Закерзоння. Вміло керуючи сотнею, не зазнав жодної поразки в боях зі значно переважаючими чисельністю силами ворога.
В серпні 1947 року після проведення польською владою Операції «Вісла» і, як наслідку, розформування підрозділів УПА на Закерзонні, згідно з наказом командування здійснював рейд на захід. Разом з ним йшов також Степан Ханас «Камінь».
Під час переходу кордону між Польщею та Чехословаччиною поранений у бою чеськими прикордонниками біля міста Рабки (ймовірно, Рабка-Здруй) й захоплений у полон. «Камінь», за деякими твердженнями, загинув на місці, за іншими — поранений попав у полон, згодом був депортований до Польщі разом із сотенним «Калиновичем». Однак його прізвища серед українців, засуджених до смертної кари, страчених і померлих у в'язницях Польщі в 1944—1956 роках, немає.

## Ув'язнення та смерть
Чеська влада передала Григорія Мазура владі Польщі.
10 січня 1949 року в місті Ряшеві суд оголошує вирок — смертна кара.
28 квітня 1949 року вирок виконано в місті Варшава.